# Альтернативні медіа

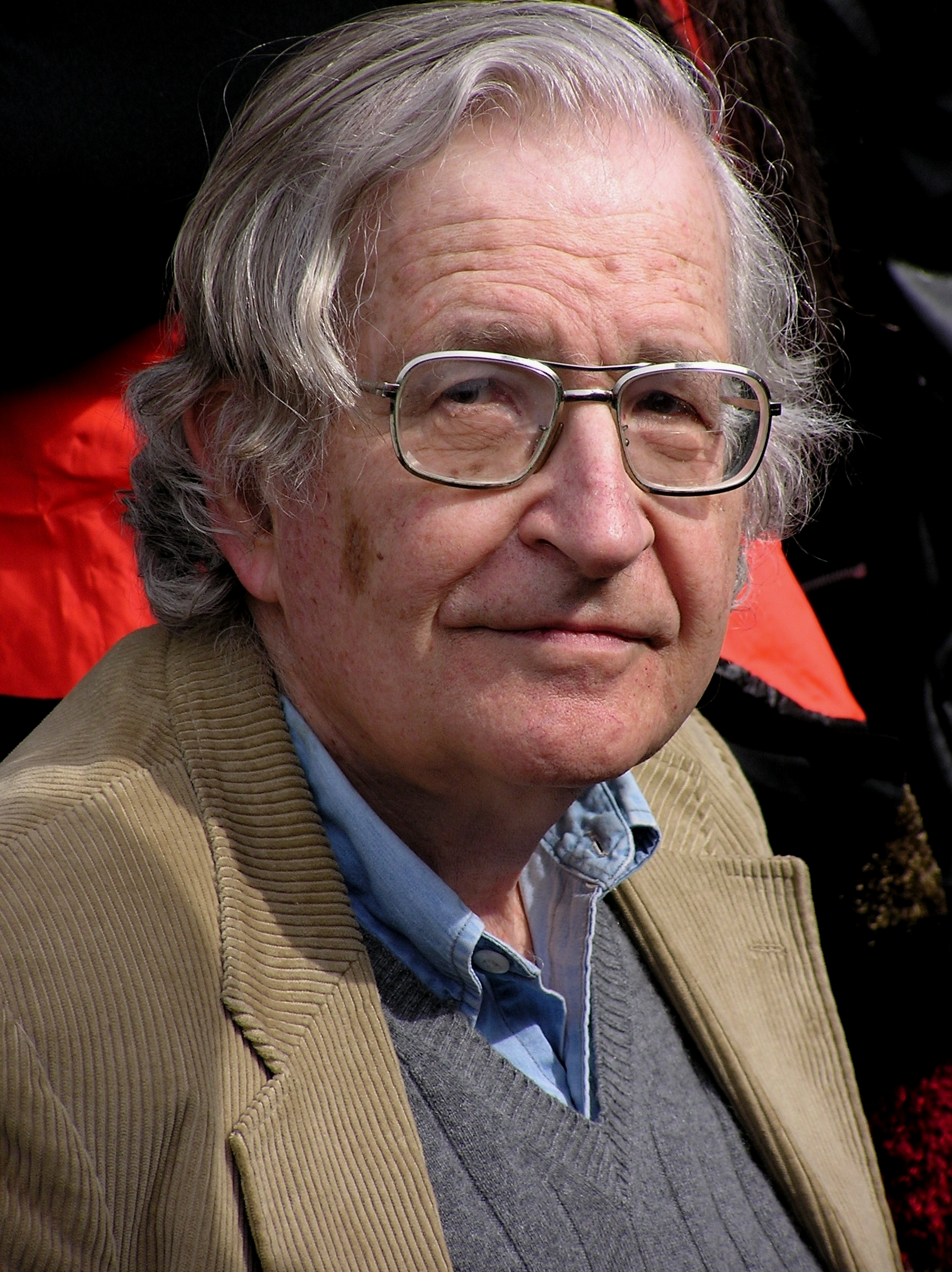
Ноам Чомскі

Альтернати́вні ме́діа (англ. alternative media) — за визначенням Ноама Чомскі, це ті ЗМІ, котрі відображають точку зору відмінну від офіційної позиції корпорацій і/або державних структур. У російській же пресі термін вживають для позначення альтернативної форми реклами (сюди зараховують онлайн, мобільний і цифрову зовнішню рекламу) або кажучи про характер дистрибуції (альтернативної традиційною схемою поширення друкованої продукції). Тобто мова про те, що в Америці називають «новими медіа» (англ. new media). Зміни медіа-ландшафту та розвиток мережі Інтернет розглядаються російськими експертами саме як розвиток альтернативи пресі і телебаченню, проте Чомскі мав на увазі зовсім інший аспект, маючи на увазі, окрім різниці форми медіа-комунікації як самвидав. Хоча безсумнівно: будь-які інновації медіа-галузі адаптуються мейнстримом, якщо ці прийоми несуть в собі комерційний потенціал.

## Параметри
Ноам Чомскі відзначав, що в цілому модель американської медіа-індустрії дублюється майже в усьому світі. Він описав п'ять т. н. фільтрів галузі, свого роду критерії альтернативності ЗМІ:
1. Форма власності
2. Джерела фінансування
3. Джерела інформації
4. Особлива форма лобізму (т. н. flak)
5. Ідеологія

В есе 1993 року «Культурне блокування: хакерство, рубка і піратська реклама в Імперії Знаків» Марк Дері задокументував з'являються тактики основ опору (медіа хакерство, інформаційну війну, мистецтво терору і партизанську семіотику) застосовуються у відношенні до «навіть настирливішою інструментальної технокультури, чий операційний метод полягає в досягненні згоди через маніпуляцію символами».  У сленгу громадського діапазону частот, термін «глушіння» (блокування) ставиться до спроб «уявити шуми у вигляді сигналів як при переході від передавача до приймача».«Культурні блокатори» відмовляються бути «пасивними покупцями» і відстоюють свої права вставляти альтернативні ідеї в потік стереотипів.

Видавець Factsheet Five Майк Гандерлой (англ. Mike Gunderloy) вважає, що можна ставити знак рівності між альтернативною та підпільною пресою. Він ще в 1991 році відзначав, що такого роду видання «ніколи не публікують рекламу дизайнерських джинсів».

## Приклади

### США
Прикладами альтернативних видань в США служать Whole Earth Catalog, the Boston Phoenix, and Mother Jones. Мається на увазі, що такого роду видання не приносять прибутку своїм власникам і втрачають звання альтернативних як тільки виходять на рівень операційної рентабельності.

У США розвиток піратських радіо йшло з 1960-х років, коли було відкрито безліч станцій, і американський епітет «free radio» сприймався всіма в одному ряду з іншими відкриттями десятиліттями: «free culture», «free love» и т. п. В Америці діє близько сотні таких радіостанцій, і тому можна говорити про американську альтернативну медіа-сцену як одна з найбільш розгалужених в світі.  Тут є музичні, культурні, екологічні та анархічні радіо.

Найінтелектуальнішим з подібних проєктів вважається «Alternative Radio», яке веде мовлення з 1989 року.

### СРСР і Росія
Самвидав журнали в Радянському Союзі були хрестоматійні зразки підпільної альтернативної преси.
У постперестроечную епоху ряд російських публіцистів ставили експерименти в сфері альтернативного медіатворчества.  Можна відзначити проєкти Олександра Проханова («Завтра»), Едуарда Лимонова («Лимонка»), Євгена Додолєва («Новий Погляд») та інші. Більшість такого роду початку комерціалізувалися і/або маргінізувались до середини 90-х.
Альтернативність такого роду журналістики на рівні вдалих дослідів з новоязом і новою лексикою описували Любов Аркус и Дмитро Биков ще в 1987 році:

Мова преси поки що досить одноманітна, журналісти зі індивідуалізованим стилем - на вагу золота. В газетах переважає суміш двох новомови: це мова колишньої епохи, сильно розбавлений англіцизмами. Це молоде покоління - в основному діти тих самих шістдесятників Володимир Яковлєв, Артем Боровик, Дмитро Ліханов, Євген Додолєв, Олександр Любимов, - вже бере своє. Представники недавньої «золотої молоді», які виросли у величезних квартирах або провели отроцтво за кордоном, молоді випускники міжнародного відділення журфаку МГУ, вони починають робити погоду на телебаченні і в пресі. Відмінні стартові можливості і природжена відсутність страху дозволяє їм протягом півроку розтабуювати всі заборонені теми і відвідати всі гарячі точки, куди раніше не ступала нога радянського журналіста.

Якщо залишити за рамками опису блогосферу, то з помітних спроб створити засіб комунікації, що відповідає критеріям «фільтрації» за Чомскі, можна назвати артпроєкт Moulin Rouge на цьому етапі, коли журнал де-факто відмовися від розміщення реклами і медіаідеолог Марина Лєско спробувала розробити ідею «політичного глянцю» з альтернативною точкою зору (під слоганом «Журнал нетрадиційною політичною орієнтації»), залучаючи для роботи не тільки мережевих знаменитостей, але і представників російського істеблішменту для формування екстравагантної трибуни поза домінуючого публіцістічексого контексту.
Вписується в систему фільтрів за Чомскі і проєкт Юрія Гримова «Fакел»— журнал з девізом «для тих, кому більше всіх треба», котрий існував в 2001 -2004 роках на спонсорські кошти і позиціонувався як  «найдорожче безкоштовне видання в світі». У виданні пропагувався постмодернізм і набирає силу мережева культура, приділяючи увагу всім формам актуального мистецтва.
Поза цією системою фільтрів, але при цьому альтернативними по концепції були в історії російської медіа-індустрії та інші глянцеві продукти: оригінальний журнал концерну Independent Media - «Культ особистостей» і журнал «ОМ», які не змогли «акумулювати бюджети, достатні для оперативної рентабельності». Ігор Григор'єв и Ярослав Могутін працювали в «альтернативному» жанрі і тому заслужили репутацію маргінальних журналістів.

### Піратські ТВ-станції
- BB See — Ірландія, функціонувала в 2005 и 2006 роках.
- Channel D — Дублін, Ірландія.
- Kanal X — працювала в НДР   [Архівовано 19 лютого 2019 у Wayback Machine.]  [Архівовано 24 жовтня 2012 у Wayback Machine.].
- Lanesville TV — Вихід в ефір по суботах з 1972 по 1977 роки (всього 258 випусків) .
- LATELE — Барселона, Іспанія.
- Lucky 7 — Нью-Йорк, США — проіснувала два дні в квітні 1978 року.
- Network 21 — Лондон — півгодинні виходи в п'ятницю 1987 року.
- Odelia TV — в ефірі 1981 році в Ізраїлі  [Архівовано 15 грудня 2018 у Wayback Machine.].
- Pirate Cat TV — каліфорнійська станція   [Архівовано 2 червня 2017 у Wayback Machine.].
- Star Ray TV — Торонто.
- TV Syd — шведський проєкт  [Архівовано 24 лютого 2021 у Wayback Machine.].